# Dan Peck

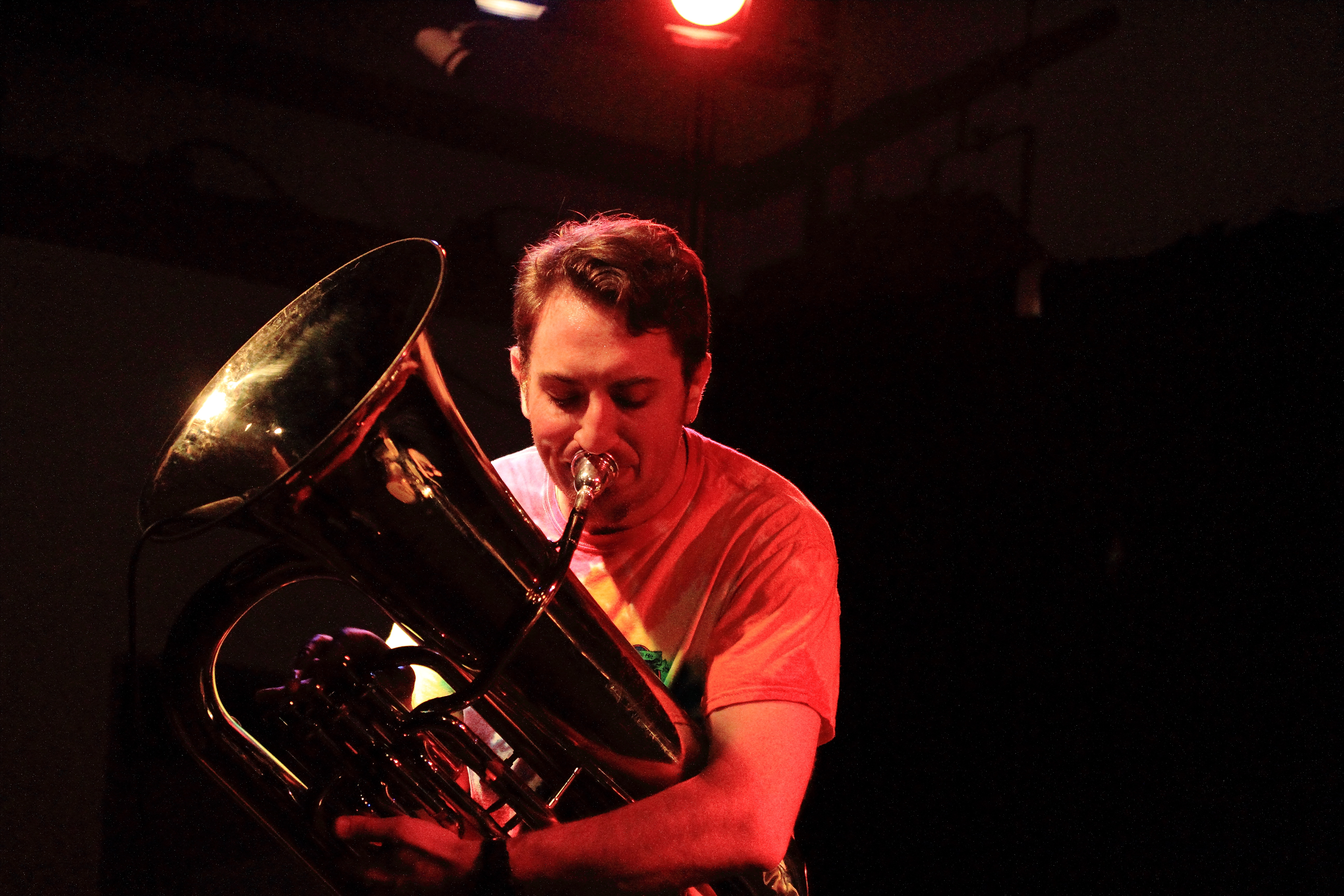
Dan Peck mit The Gate im club W71, 2015

Dan Peck (* 30. März 1983) ist ein US-amerikanischer Jazz-Tubist und Komponist.

## Leben und Wirken
Peck kam 2005 nach New York und studierte Orchestermusik an der Mason Gross School of Arts der Rutgers University und der Manhattan School of Music, mit dessen Orchester unter Leitung von Dave Liebman 2009 erste Aufnahmen entstanden (Miles Ahead). Er spielte Solo-Tuba-Konzerte mit Werken von Robert Sirota, Craig Woodward und Ignacio Baca-Lobra; ferner arbeitete er mit Komponisten wie James Levine, Herbert Blomstedt, Anthony Braxton und Neely Bruce. 2007 trat er mit der Traditional-Jazz-Band Grandpa Musselman and His Syncopators auf dem Jazz at Aspen Festival auf. Mit Musikern wie Steve Swell und Roswell Rudd spielte er in Charlie Keil & the New York Path to Peace; ferner arbeitete er mit Tony Malaby, Harris Eisenstadt (Recent Developments, 2017) und Nate Wooley ((Sit In) The Throne of Friendship (Clean Feed, 2013)). Im Bereich des Jazz war er zwischen 2009 und 2011 an fünf Aufnahmesessions beteiligt. 2008 gründete Peck mit Tom Blancarte (Kontrabass) und Brian Osborne (Perkussion) das Trio The Gate, mit dem er bislang (2013) zwei Alben vorlegte. Des Weiteren gehört er dem Anthony Braxton ZIM Sextet an.

## Diskographische Hinweise

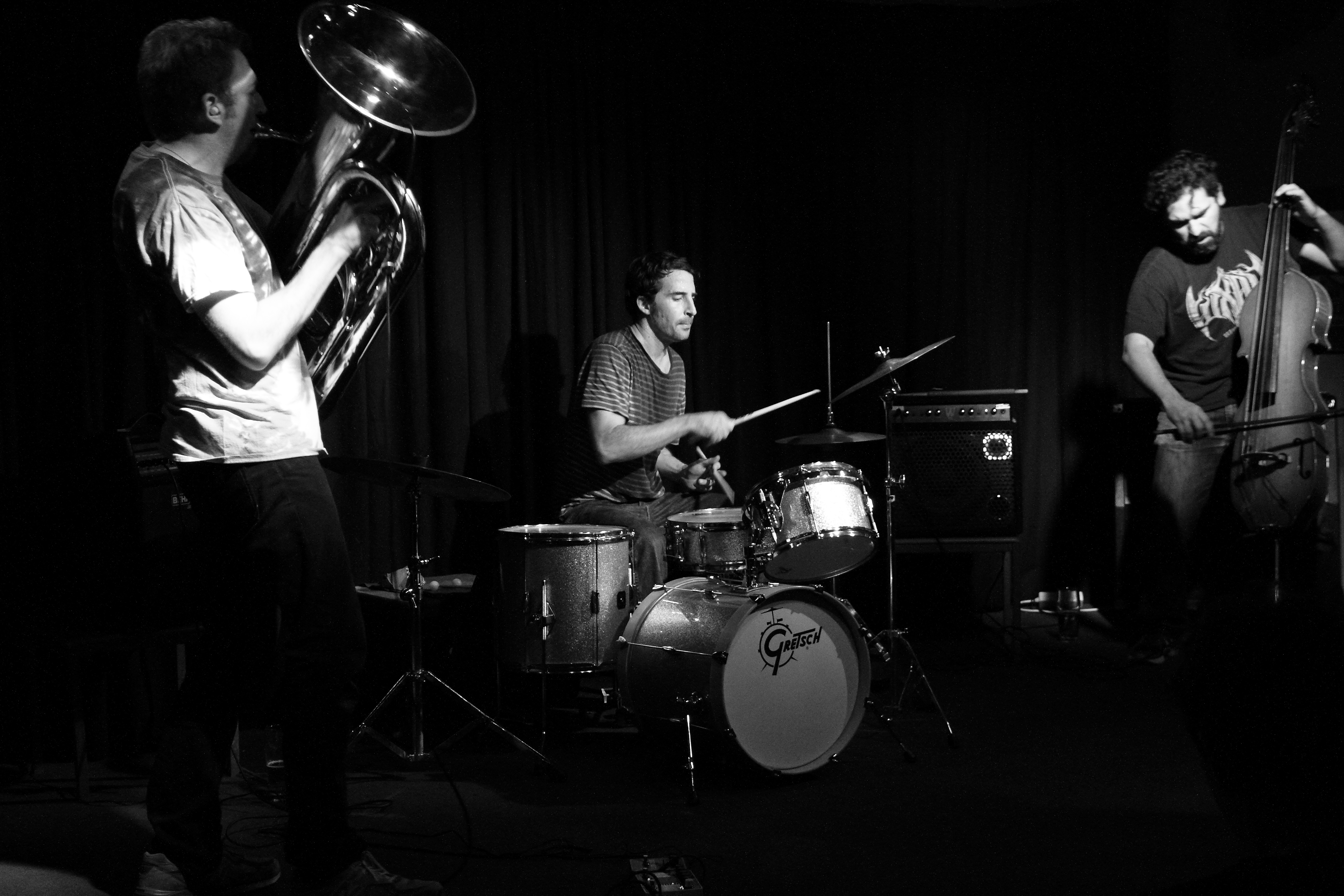
The Gate im club W71, 2015

- Harris Eisenstadt: Canada Day Octet (482 Music, 2012)
- The Gate: Vomit Dreams (Heat Retention Records, 2012)
- The Gate: Destruction of Darkness (Carrier Records, 2012)
- Solo LP (Tubapede Records, 2013)

as Sideman
- Ingrid Laubrock: Serpentines (Intakt Records, 2016)